# ماتریس سی‌کی‌ام
ماتریکس کابیبو-کوبایاشی-ماسکاوا (نام علمی: Cabibbo–Kobayashi–Maskawa matrix) یا  ماتریس سی‌کی‌ام (CKM matrix) ، همان ماتریس ترکیب کوارک است یعنی ماتریس واحد حاوی اطلاعات پیرامون تخریب ضعیف و متغیر ارقم تعاملات ضعیف در ذرات.
{\displaystyle {\begin{bmatrix}d^{\prime }\\s^{\prime }\\b^{\prime }\end{bmatrix}}={\begin{bmatrix}V_{ud}&V_{us}&V_{ub}\\V_{cd}&V_{cs}&V_{cb}\\V_{td}&V_{ts}&V_{tb}\end{bmatrix}}{\begin{bmatrix}d\\s\\b\end{bmatrix}}.}
{\displaystyle {\begin{bmatrix}|V_{ud}|&|V_{us}|&|V_{ub}|\\|V_{cd}|&|V_{cs}|&|V_{cb}|\\|V_{td}|&|V_{ts}|&|V_{tb}|\end{bmatrix}}={\begin{bmatrix}0.97427\pm 0.00015&0.22534\pm 0.00065&0.00351_{-0.00014}^{+0.00015}\\0.22520\pm 0.00065&0.97344\pm 0.00016&0.0412_{-0.0005}^{+0.0011}\\0.00867_{-0.00031}^{+0.00029}&0.0404_{-0.0005}^{+0.0011}&0.999146_{-0.000046}^{+0.000021}\end{bmatrix}}.}